# Mirza Šarić
Mirza Šarić (4. prosinca 1974.) je bivši hrvatski rukometni reprezentativac. 
Nastupao je za RK Zagreb, Ademar Leon i US d'Ivry Handball.
Igrao je za hrvatsku reprezentaciju s kojom je 1995. na svjetskom prvenstvu osvojio srebro.